# Étienne Médal
Étienne Médal, né le 15 octobre 1812 à Sonnac (Aveyron) et mort le 25 octobre 1886 dans la même commune, est un homme politique français.

## Biographie
Propriétaire agriculteur, il est également avocat. Il est député de l'Aveyron de 1848 à 1849, siégeant à l'extrême gauche. Conseiller général du canton d'Asprières en 1871 et député de l'Aveyron de 1876 à 1881, siégeant à gauche. Il est l'un des 363 qui refusent la confiance au gouvernement de Broglie, le 16 mai 1877.

## Sources
- « Étienne Médal », dans Adolphe Robert et Gaston Cougny, Dictionnaire des parlementaires français, Edgar Bourloton, 1889-1891 [détail de l’édition]